# Targok
Targok (tarkun; lat. Anacyclus), rod glavočika raširen od Makaronezije na istok preko Mediterana do Kavkaza i Male Azije. Od devet priznatih vrsta, u Hrvatskoj postoje dvije, to su pusteni i zrakasti targok.

## Vrste
1. Anacyclus ciliatus Trautv.
2. Anacyclus clavatus (Desf.) Pers., pusteni targok
3. Anacyclus homogamos (Maire) Humphries
4. Anacyclus linearilobus Boiss. & Reut.
5. Anacyclus maroccanus Ball
6. Anacyclus monanthos (L.) Thell.
7. Anacyclus pyrethrum (L.) Lag.
8. Anacyclus radiatus Loisel., zrakasti targok
9. Anacyclus ×inconstans Pomel
10. Anacyclus ×malvesiensis J.L.Lozano
11. Anacyclus ×medians Murb.
12. Anacyclus ×valentinus L.

## Sinonimi
- Cyrtolepis Less.
- Hiorthia Neck. ex Less.

## Vanjske poveznice
|  | Zajednički poslužitelj ima još gradiva o temi Anacyclus |
|  | Wikivrste imaju podatke o taksonu Anacyclus             |